# Marie-Thérèse Armentero
Marie-Thérèse Armentero (* 13. November 1965) ist eine ehemalige Schweizer Schwimmerin. Sie erschwamm eine Bronzemedaille bei Weltmeisterschaften.

## Sportliche Karriere
Marie-Thérèse Armentero schwamm für Genève Natation 1885 und für das Sportteam der University of Toronto.
Armentero schied bei den Olympischen Spielen 1984 in Los Angeles als 19. der Vorläufe über 100 Meter Freistil aus. Für die Teilnahme am B-Finale fehlten ihr drei Zehntelsekunden. Die Schweizer 4-mal-100-Meter-Lagenstaffel mit Eva Gysling, Patricia Brülhart, Carole Brook und Marie-Thérèse Armentero erreichte den Endlauf und belegte den sechsten Platz. Im Jahr darauf bei den Europameisterschaften 1985 in Sofia belegte Armentero den siebten Platz über 100 Meter Freistil.
1986 bei den Weltmeisterschaften in Madrid erreichte die Schweizer 4-mal-100-Meter-Freistilstaffel mit Armentero, Sibylle Späti, Sabine Müller und Sabine Aeschlimann den achten Platz. Erstmals auf dem Programm der Weltmeisterschaften stand der Wettbewerb über 50 Meter Freistil. Im Finale blieben drei Schwimmerinnen unter 26 Sekunden, es gewann die Rumänin Tamara Costache vor Kristin Otto aus der DDR und Marie-Thérèse Armentero. Im Jahr darauf bei den Europameisterschaften 1987 in Straßburg blieben fünf Schwimmerinnen unter 26 Sekunden, Costache gewann vor drei Deutschen aus Ost und West, Armentero schlug als Fünfte an. Bei der Universiade 1987 in Zagreb siegte Ann Drolsom aus den Vereinigten Staaten, Armentero wurde Zweite mit einer Hundertstelsekunde Vorsprung vor der Niederländerin Conny van Bentum. Zum Abschluss ihrer internationalen Karriere nahm Armentero 1988 an den Olympischen Spielen in Seoul teil. Als 18. der Vorläufe über 100 Meter Freistil fehlten ihr 0,07 Sekunden für das B-Finale. Eine Woche später erreichte Armentero das B-Finale über 50 Meter Freistil, schlug als Dritte an und wurde damit Elfte der Gesamtwertung.

## Fussnoten
1. ↑  100 Meter Freistil 1984 in der Datenbank von Olympedia.org (englisch), abgerufen am 13. Januar 2025.
2. ↑  4-mal-100-Meter-Lagenstaffel 1984 in der Datenbank von Olympedia.org (englisch), abgerufen am 13. Januar 2025.
3. ↑  Europameisterschaften 1985 bei the-sports.org
4. ↑  Weltmeisterschaften 1986 bei the-sports.org
5. ↑  50 Meter Freistil 1986 bei the-sports.org
6. ↑  Europameisterschaften 1987 bei the-sports.org
7. ↑  Medaillengewinnerinnen bei Universiaden bei gbrathletics.com
8. ↑  100 Meter Freistil 1988 in der Datenbank von Olympedia.org (englisch), abgerufen am 13. Januar 2025.
9. ↑  50 Meter Freistil 1988 in der Datenbank von Olympedia.org (englisch), abgerufen am 13. Januar 2025.

| Personendaten    | Personendaten            |
| ---------------- | ------------------------ |
| NAME             | Armentero, Marie-Thérèse |
| KURZBESCHREIBUNG | Schweizer Schwimmerin    |
| GEBURTSDATUM     | 13. November 1965        |